# Сестре (музичка група)
Сестре су словеначка дрег група која је представљала Словенију на такмичењу за песму Евровизије 2002. године и освојила 13. место.
Томаж Михелич (Miss Marlenna), Дамјан Левец (Emperatrizz) и Сречко Блас (Daphne) заједно су наступали од 2000. године под именом Štrumpant'l Sisters са класичним шоу програмом као дрег краљице. У почетку је део групе била и Charlotta, али након њеног одласка прикључила се Emperatrizz, која је до тада била шминкерка групе. Најпре су наступале пред ЛГБТ+ публиком у клубовима К4 и Tiffany на Метелкови у Љубљани.

## Избор за песму Евровизије
У фебруару 2002. године сарађивали су са креативним тимом Дома Свободе и заједно су постали једни од највећих и најконтроверзнијих учесника на Песми Евровизије до тада. Тада се као „Сестре“ појављују на ЕМА - словеначком државном избору за Песму Евровизије. Њихова победа изазвала је буру реакција у словеначкој католичкој заједници, што је наводило управу РТВ Словенија да стави вето на избор Сестара као представница Словеније. Разне ЛГБТ+ организације су протестовале и то је довело случај до Европског парламента, који је изразио забринутост за положај права ЛГБТ+ особа и поштовање права мањина у Словенији. Тада је РТВ Словеније признала њихову победу и тиме су Сестре добиле прилику да представљају Словенију на Евровизији 2002. у Талину. Песма „Samo Ljubezen“ (Само љубав) постала је тада хит у Словенији.
У Талину су привлачили пажњу на сваком кораку и иако су завршили на 13. месту, и даље су постали препознатљиви у целој Европи.

## Каријера након Евровизије
Почели су да наступају широм Европе и били су позвани на бројне иностране представе у Немачкој, Француској, Шведској, Аустрији, Хрватској, Италији, Великој Британији, Босни, Србији, Македонији и Естонији. Такође су наступали у једној од најпопуларнијих емисија у Великој Британији на Каналу 4, Eurotrash.
У октобру 2002. године издали су свој први албум „Souvenir” у издању Менарта, уз подршку партнерског тима Дом Свободе: Магнифико, Барбара Пешут и Шаци. ЦД је снимљен на словеначком, али већина песама је преведена и на енглески, шпански, француски и немачки.
У Београду су снимили два спота са популарним редитељем Дејаном Милићевићем, а добили су и награду 'Victor Victoria' 2002. године за најпопуларнију групу из Словеније у Србији.
Сестре су такође освојиле награду „Fesion” 2002. године за најбољи лични стил у Словенији и награду „Златна плоча” за свој први сингл „Samo Ljubezen“.
Њихов први велики самостални наступ био је у децембру 2002. године у љубљанској Гала дворани у хотелу Унион, што је постигло велики успех и тиме су Сестре постале важан део словеначке музичке сцене.
Сестре сада наступају у измењеном саставу, јер је Дафне напустила трио и њено место је заузела Michelle, Миха Кавчич. 
Појавиле су се 2019. и у хит ТВ серији српске продукције „Сенке над Балканом”, где су промовисале своју нову песму „Барјак”, чији је продуцент њихов сарадник и пријатељ Магнифико.